# تهاجم آمریکا
تهاجم آمریکا (به انگلیسی: Invasion America) یک سریال علمی تخیلی به سبک انیمیشن است که در سال ۱۹۹۸ در شبکه WB پخش شد. این مجموعه که توسط تلویزیون دریم‌ورکس انیمیشن تولید شده. همچنین استیون اسپیلبرگ و هاروی بنت تهیه کننده این سریال بودند.
این سریال شامل تلاش بیگانگان سیاره تیروس برای سرنگونی زمین است.

## قسمت ها
حمله آمریکا شامل ۱۳ قسمت نیم ساعته است اما چند قسمت یک ساعته و قسمت آخر یک و نیم ساعته است.